# سد مانتاسوا
سد مانتاسوا (به لاتین: Mantasoa Dam) یک سد در ماداگاسکار است که در Mantasoa, Analamanga Region واقع شده‌است.